# مایکل لامر
 مایکل لامر (انگلیسی: Michael Lammer؛ زادهٔ ۲۵ مارس ۱۹۸۲) یک تنیس‌باز اهل سوئیس است. 